# Amauris bibundana
Amauris bibundana är en fjärilsart som beskrevs av Embrik Strand 1913. Amauris bibundana ingår i släktet Amauris och familjen praktfjärilar. Inga underarter finns listade i Catalogue of Life.